# Afonso de Brienne
Afonso de Brienne (em castelhano:  Alfonso de Brienne; c. 1225–25 de agosto de 1270 (45 anos)), chamado também de Afonso de Acre, era filho de João de Brienne e Berengária de Leão, nascido em Acre. Ele foi nomeado grande mordomo da França em 1258.
De seu casamento (antes de 1250) com Maria, condessa d'Eu, tornou-se conde d'Eu. Morreu na Tunísia durante a Sétima Cruzada e deixou pelo menos dois filhos:
- João I de Brienne, conde d'Eu[2].
- Branca[3] (m. antes de 1338), Abadessa de Maubuisson.